# 茶木滋

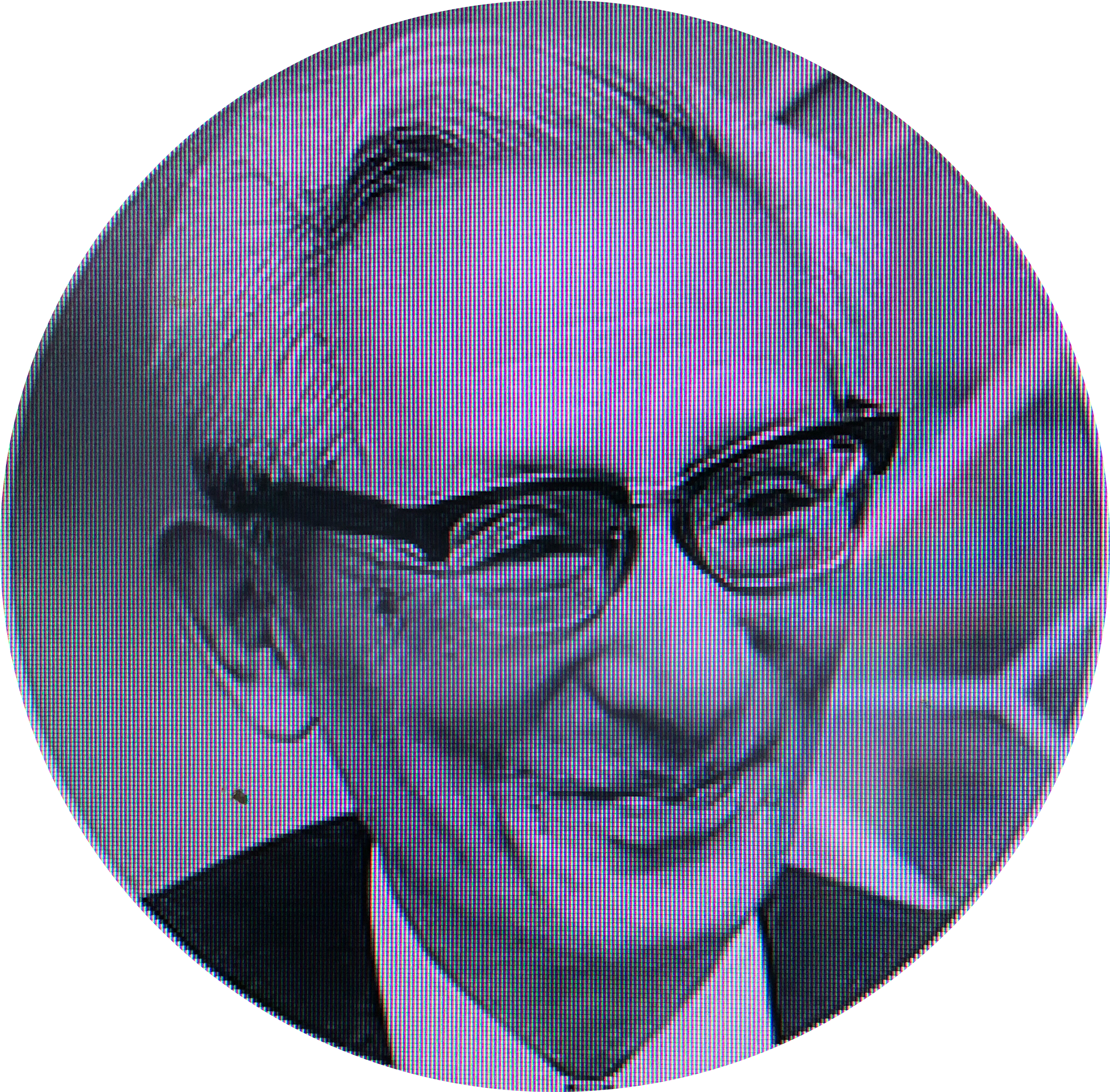

茶木 滋（ちゃき しげる、1910年 （明治43年）1月5日-1998年（平成10年）11月1日）は日本の作詞家、薬剤師。神奈川県横須賀市出身。童謡・めだかの学校（作曲・中田喜直）の作詞者として著名。旧制鎌倉中学校（現 鎌倉学園）、明治薬学専門学校 (旧制)（現・明治薬科大学）卒業。

## めだかの学校のエピソード
1946年、小田原市の荻窪用水でのこと。幼い息子と散歩をしていて、少し先をいく息子が荻窪用水の水をのぞき込んだ。息子に「やあ、めだかがいるよ」と言われて自分ものぞき込むとめだかはいなかった。息子に「あんまり大声を出すんで逃げてしまったよ」というと、「大丈夫、また来るよ。だってここはめだかの学校だもん」と息子は言った。このやりとりがめだかの学校の詞のモチーフとなった。
「そっと覗いてみてごらん」のフレーズは最初は一行だけだった。中田喜直の提案で二行になった。